# GOMTV Global StarCraft II Team League
GOMTV Global Starcraft II Team League (GSTL) é uma torneio de StarCraft II: Wings of Liberty realizado pela GomTV e Blizzard Entertainment na Coreia do Sul. A GSTL se foca no jogo de equipe, para decidir qual é o melhor time. A GSTL é transmitida nas quintas e sextas. enquanto a GSL é transmitida de segunda a quarta.

## Times
Essa é uma lista de times que atualmente participam da GSTL.
- For Our Utopia (fOu)¹
- FXOpen e-Sports (FXO)
- F.United (FU)²
- Incredible Miracle (IM)
- Most Valuable Player (MVP)
- New Star HoSeo (NSHS)
- Old Generations (oGs)
- Prime (Time de StarCraft II)
- SlayerS
- Startale (ST)
- Team SCV Life (TSL)
- ZeNEX

¹ FXOpen e-Sports adquiriu For Our Utopia em 18 de Julho de 2011, durante a temporada da GSTL, mas eles jogaram o restante das partidas em times separados, de acordo com o cronograma.
² F.United foi um time composto por jogadores inseridos na GSL pelo GSL-MLG Exchange Program, junto com membros do time WeMade Fox.

## Campeões

### Eventos mensais
Para a primeira temporada da GSL, a GSTL foi um evento curto, de quatro dias, que convidou os oito melhores times Coreanos para jogar. Esse formato foi eventualmente abandonado devido à popularidade da liga de times.
| Ano  | Nome do Torneio                                    | Vencedor           | Resultos Finais | Vice-campeão         | Liquipedia |
| ---- | -------------------------------------------------- | ------------------ | --------------- | -------------------- | ---------- |
| 2011 | Sony Ericsson Global StarCraft II Team League Feb. | Incredible Miracle | 5 - 4           | StarTale             | Liquipedia |
| 2011 | Global Starcraft II Team League Mar.               | SlayerS            | 5 - 4           | Incredible Miracle   | Liquipedia |
| 2011 | Global Starcraft II Team League May                | SlayerS            | 5 - 4           | Most Valuable Player | Liquipedia |

### Eventos por temporada
O formato da GSTL foi drasticamente alterado devido à sua popularidade. O novo formato era baseado em temporadas, durando três meses por liga, e permitia que todos os times que quisessem participar pudessem se inscrever, ao invés de limitar o número em 8 times. Essa temporada marcou a estreia de times não-Coreanos participando na GSTL.
| Ano  | Nome do Torneio                          | Vencedor             | Resultos Finais | Vice-campeão     | Liquipedia |
| ---- | ---------------------------------------- | -------------------- | --------------- | ---------------- | ---------- |
| 2011 | Global Starcraft II Team League Season 1 | Most Valuable Player | 5 - 3           | Prime            | Liquipedia |
| 2012 | Global StarCraft II Team League Season 1 | Prime                | 5 - 2           | StarTale Quantic | Liquipedia |

- Houve uma falha na conexão com o jogo durante a terceira partida nas finais da GSTL 2012 Season 1, entre PartinG e MarineKing. Os árbitros decidiram realizar uma nova partida, o que gerou controvérsia pois PartinG parecia estar em grande vantagem. MarineKing acabou vencendo a nova partida e as três seguintes, assegurando a vitória do time Prime.

### Evento World Championship Team
De 28 a 29 de Março de 2011, a GomTV realizou um torneio especial chamado 2011 LG Cinema 3D GOMTV World Championship Seoul. O GOMTV World Championship apresentou o Team Korea vs World All Stars em um formato de melhor de 15 partidas. O torneio chegou à 15° partida, mas o time World All Stars não conseguiu vencer o Team Korea.
| Ano  | Nome do Torneio                       | Vencedor | Resultos Finais | Vice-campeão |
| ---- | ------------------------------------- | -------- | --------------- | ------------ |
| 2011 | Team Korea vs World All Stars (Seoul) | Korea    | 8 - 7           | World        |